# Mandi-chumbado
Mandi-chumbado (nome científico: Aguarunichthys tocantinsensis), também popularmente designado como rubinho ou jauzinho-do-canal, é uma espécie de bagre bentopelágico da família dos pimelodídeos (Pimelodidae) nativa do Brasil.

## Etimologia
O nome do gênero Aguarunichthys deriva de aguarã, o nome de uma tribo indígena peruana que vive na fronteira com o Equador, e do grego ichthys, "peixe". O nome popular mandi deriva do tupi mandi'i, "peixe de rio" ou "peixe de água doce". Foi registrado em ca. 1594 como mandaig, 1618 como mandeii e 1806 como mandis. Por sua vez, jauzinho é a forma diminutiva de jaú, um termo de origem tupi que, em sentido literal, designa peixes da família dos pimelodídeos. Segundo Teodoro Sampaio, em O Tupi na Geografia Nacional (TupGN), o étimo significa "aquele que devora". Foi registrado em 1594 como jaû, em 1751 com jaus e 1783 como jahús.

## Descrição
O mandi-chumbado mede 31,7 centímetros de comprimento. Sua cabeça é mais longa do que larga e levemente deprimida. Tem olhos grandes, focinho largo. A boca é nitidamente subterminal. A cabeça, o corpo e as nadadeiras são verde-acastanhadas com manchas pretas. Os barbilhões são enegrecidos. Conta com pequenas manchas ao redor da base da nadadeira anal. A espécie alimenta-se de invertebrados, em especial das espécies de camarão de água doce, e de peixes menores. Habita águas doces com fortes correntes e fundo rochoso da represa de Tucuruí, no rio Tocantins. É encontrada nos estados brasileiros do Pará, Tocantins, Mato Grosso e Goiás.

## Conservação
O mandi-chumbado encontra-se atualmente extinta na maior parte da bacia do Tocantins. Como causas, foram citadas as alterações antrópicas nos ambientes das corredeiras. A construção de empreendimentos hidrelétricos representa risco extremamente negativo à espécie. Em 2007, a espécie foi classificada como vulnerável na Lista de espécies de flora e fauna ameaçadas de extinção do Estado do Pará; em 2018, como em perigo no Livro Vermelho da Fauna Brasileira Ameaçada de Extinção do Instituto Chico Mendes de Conservação da Biodiversidade (ICMBio); e como em perigo no anexo três (peixes) da Lista Oficial da Fauna Brasileira Ameaçada de Extinção da Portaria MMA Nº 148, de 7 de junho de 2022. No Tocantins, sua pesca foi proibida em 2023.